# Sumatraanse niltava
De Sumatraanse niltava (Niltava sumatrana) is een zangvogel uit de familie Muscicapidae (vliegenvangers).

## Verspreiding en leefgebied
Deze soort komt voor in westelijk Maleisië en Sumatra.